# Eduardo Muñoz Ochoa

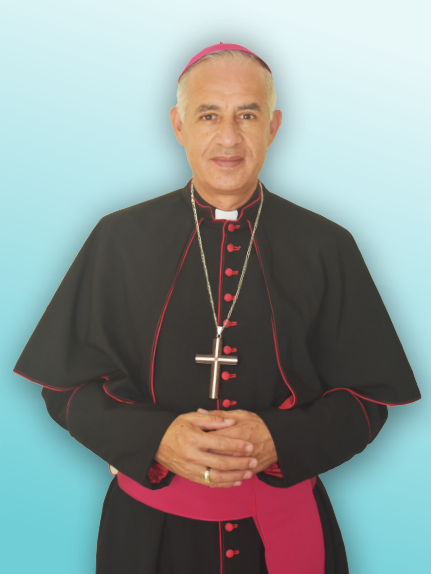
Eduardo Muñoz Ochoa, 2024

Eduardo Muñoz Ochoa (* 13. Oktober 1968 in Guadalajara) ist ein mexikanischer römisch-katholischer Geistlicher und ernannter Bischof von Autlán.

## Leben
Eduardo Muñoz Ochoa empfing am 22. Mai 1997 das Sakrament der Priesterweihe für das Erzbistum Guadalajara. Er erwarb an der Päpstlichen Universität Gregoriana in Rom ein Lizenziat im Fach Dogmatik und an der Universidad del Valle de Atemajac (UNIVA) in Guadalajara ein Lizenziat im Fach Philosophie.
Nach der Priesterweihe war Eduardo Muñoz Ochoa zunächst als Pfarrvikar tätig, bevor er Spiritual am Priesterseminar und Sekretär der Dimensión Episcopal para los Seminarios de México wurde. Zuletzt war Muñoz Ochoa Ausbilder am Priesterseminar.
Am 27. November 2020 ernannte ihn Papst Franziskus zum Titularbischof von Satafis und zum Weihbischof in Guadalajara. Der Erzbischof von Guadalajara, Francisco Kardinal Robles Ortega, spendete ihm und Manuel González Villaseñor am 22. Februar 2021 die Bischofsweihe; Mitkonsekratoren waren der Erzbischof von León, José Guadalupe Martín Rábago, und der Bischof von Nogales, José Leopoldo González González.
Papst Franziskus bestellte ihn am 7. Februar 2024 zum Bischof von Autlán.